# Joan Baez
Joan Chandos Baez (Staten Island, New York, 1941. január 9. –) ír-mexikói származású amerikai folkénekesnő, polgárjogi aktivista és pacifista. Hangja lírai szoprán, egyes dalaiban erőteljesebb: drámai szoprán, erőteljes vibrátóra képes. Hangterjedelme három oktáv.

## Élete
Édesapja Albert Vinicio Báez (1912–2007) fizikatanár volt, édesanyja, Joan Bridge (megkülönböztetésül lányától, őt Big Joan néven említik) pedig drámatörténetet oktatott az egyetemen. Skóciában született 1913-ban és 2013-ban Amerikában hunyt el.
Nővére Pauline Thalia Baez (1938–2016); húga, Mimi Margarita (asszonynevén Fariña) Baez (1945–2001) szintén népzenei előadó lett, bár nővérénél kevéssé ismert.
Baez a bostoni egyetemen kezdett gitározni. Gyönyörűen csengő énekhangját akusztikus gitárjátékkal kíséri ma is. Fiatal korában maga is érzékelte a társadalmi megkülönböztetést, mexikói származása miatt. Részben ez vezette a polgári jogi aktivisták közé. Egyik lemezét (Gracias a la Vida) apjának ajánlotta: Apámnak ajánlom, akitől a latin nevemet örököltem, és annyi optimizmust, amennyit csak kívánhatok (1967).
Az 1959-es és 60-as Newporti Folk-fesztiválokon aratott sikerei nyomán vált világszerte ismertté. Az akkor még teljesen ismeretlen 18 éves Joan Baezt Bob Gibson folk muzsikus mutatta be 1959-ben; ez lett karrierjének kezdőpontja. (Virgin Mary Had One Son, We Are Crossing The Jordan River) Már népszerű művészként jelent meg az 1967-es Newport fesztiválon: A Woodstocki fesztivál zenei rendezvényen már négy dallal szerepelt, különösen nagy visszhangot váltott ki Joe Hill című dalával (1969).
Eleinte népdalokat és balladákat énekelt, később Pete Seeger, Phil Ochs, Malvina Reynolds, Bob Dylan és mások gyakran politikai-moralizáló dalait is megszólaltatta (protest song).
1965-ben megalapított egy békemozgalmi intézményt (Institute for the Study of Nonviolence) és bekapcsolódott az amerikai polgárjogi mozgalmakba.
A második koncertlemezén található a We Shall Overcome című szám, amely a baloldali ifjúság himnusza lett. Az 1963-as óriási washingtoni béketüntetésen a tömeg ezt a dalt énekelte.
Legismertebb dala az első lemezén található és gyorsan népszerűvé váló Donna Donna.
Barack Obama meghívására a Fehér Ház vendége volt 2010 februárban:

### Magánélete

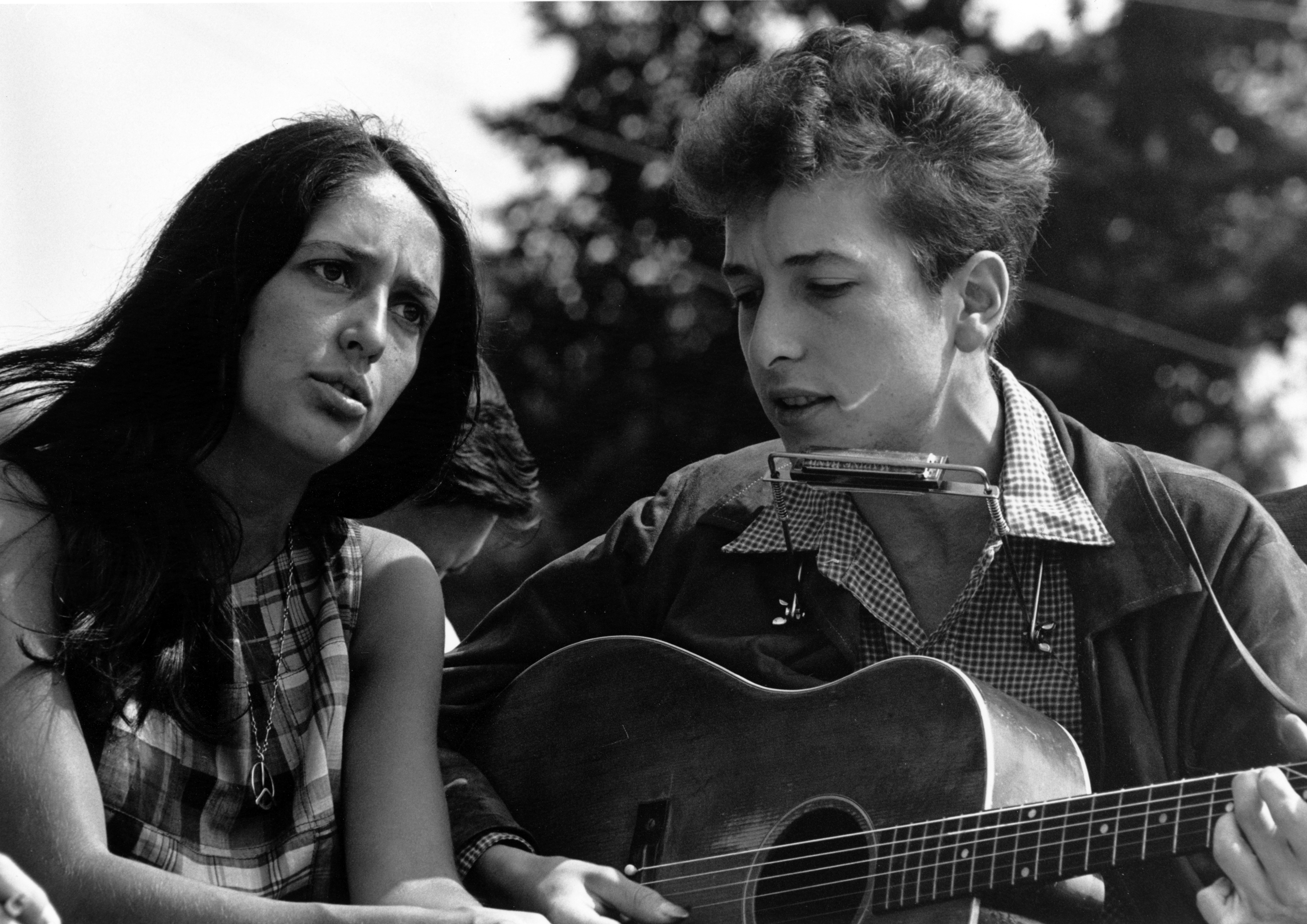
Joan Baez és Bob Dylan

Baez és Bob Dylan között 1963-65 szerelmi kapcsolat is volt, ennek megromlása vezetett a közös előadások visszaszorulásához is. 1967-ben egy háborúellenes tüntetést követő bebörtönzése során ismerkedett meg David Harrisszel, akivel a szabadulásuk után összeházasodtak. 1969-ben született meg közös gyermekük, Gabriel. 1973-ban elváltak. Az 1970-es évek második felében és az 1980-as évek elején az Apple cég alapítójához, Steve Jobshoz fűzte romantikus kapcsolat.
Az 1970-es évek elején a sajtónak részletesen beszámolt egy évtizeddel korábbi leszbikus kapcsolatáról, illetve bejelentette, hogy biszexuális. A melegjogi mozgalom elkötelezett támogatója, 1978-ban több koncertet is adott a Briggs-indítvány elleni kampányhoz kapcsolódóan. Részt vett a Harvey Milk meggyilkolt meleg politikus emlékére szervezett menetekben is.
Utoljára 1997 június 20-án járt Budapesten. A Petőfi Csarnokban lépett fel.

## Lemezei

### Nagylemezei
- Joan Baez (1960) Vanguard
- Joan Baez In Concert (1962)
- Farewell, Angelina (1965)
- Joan (1967) Vanguard VSD 79240
- Baptism: A Journey Through Our Time (1968) Vanguard VSD-79275
- Any Day Now (1968) Vanguard VSD-79306/7
- David's Album (1969)
- One Day at a Time (1970)
- Blessed Are... (1971) Vanguard VSQ 40001/2 (quadrofon változatban is)
- Carry It On (1971)
- Come From the Shadows (1972)
- Where Are You Now, My Son? (1973)
- Gracias a la Vida (1974) A&M Records SP-3614
- Diamonds and Rust (1975)
- Gulf Winds (1976)
- The Joan Baez Lovesong Album (1976) Vanguard VSD-79/80
- From Every Stage (1976) A&M Records SP 6506
- Blowing Away (1977)
- Honest Lullaby (1979)
- Very Early Joan 61–63 (1981)
- European Tour (1981)
- Speaking of Dreams (1989) Gold Castle Records DI 71324
- Brothers in Arms (1991) Gold Castle Records D2-71363
- Diamonds (1996) A&M Records 540-500-2

## Könyvei
- Joan Baez Songbook (1964)
- Daybreak (1968)
- Coming Out (David Harrisszel, 1971)
- And then I wrote (1979)
- Ballad Book (1984)
- And a Voice to Sing With (1987)
- One Bowl of Porridge: Memoirs of Somalia (1987)
- Play Me Backwards (1993)
- Gone from Danger (1997)

## Video
- We Shall Overcome, YouTube
- Joan Baez – It Ain't Me Babe (LIVE 1965)